# Лука Кербер
Лука Кербер (нім. Luca Kerber, нар. 10 березня 2002, Діллінген, Німеччина) — німецький футболіст, півзахисник клубу «Гайденгайм».

## Ігрова кар'єра
Лука Кербер народився у містечку Діллінген і в 2016 році приєднався до молодіжної академії місцевого клубу «Саарбрюккен». Дебют футболіст на професійному рівні відбувся в сезоні 2020/21, коли 9 січня 2021 року він вийшов на поле у матчі Ліги 3 проти «Меппена». В клубі Кербер провів чотири сезони.
У квітні 2024 року стало відомо, що Кербер підписав трирічний контракт з клубом Бундесліги «Гайденгаймом». Контракт набував чинності в липні 2024 року. Першу гру в елітному дивізіоні Кербер провів 25 серпня 2024 року проти «Санкт-Паулі». За кілька днів до цього у матчі Ліги конференцій проти шведського «Геккена» Кербер відзначився дебютом на міжнародному рівні.